# Lil Jon
Pour les articles homonymes, voir Jonathan Smith et Smith.
Lil Jon, de son vrai nom Jonathan Mortimer Smith, né le 17 janvier 1971 à Atlanta en Géorgie, est un rappeur, producteur, entrepreneur et disc jockey américain. Il est chanteur du groupe Lil Jon and The East Side Boyz, qu'il forme en 1997, auquel il contribue jusqu'en 2004. Il se lance par la suite dans une carrière solo et publie son premier album, Crunk Rock, en 2010. Il a aussi participé à l'émission Celebrity Apprentice dans les saisons 11 et 13.

## Biographie

### Jeunesse et débuts
Jonathan Mortimer Smith naît le 17 janvier 1971 à Atlanta en Géorgie. Il fait ses études à Douglass High School d'Atlanta et à l'Université d'État de l'Ohio. Après avoir été disc jockey dans les boîtes de nuit d'Atlanta, il devient membre aux côtés de Jermaine Dupri du label So So Def Recordings entre 1993 et 2000.

### Lil Jon and the East Side Boyz
Au début des années 1990, Smith adopte le surnom de Lil Jon, et forme en 1996 le groupe Lil Jon and the East Side Boyz aux côtés de Big Sam (Sam Norris) et Lil' Bo (Wendell Neal). Le groupe signe un contrat avec le label d'Atlanta Records, Mirror Image Records, distribué par Ichiban Records. Lil Jon and the East Side Boyz publient leur premier album, Get Crunk, Who U Wit: Da Album, le 21 octobre 1997. L'album contient les chansons Who U Wit? et Shawty Freak A Lil Sumtin, qui atteindra la 62e place des classements Billboard Hot RnB/Hip-Hop Singles and Tracks et la 32e place des Hot Rap Singles. La production de l'album sera notamment assurée par DJ Toomp. Le succès régional de la chanson Who U Wit permet à Lil Jon d'étendre ses talents de producteur à l'échelle nationale, et l'artiste ne s'impliquera dans aucun nouvel album avec les East Side Boyz avant l'année 2000.
En 2000, Lil Jon crée son propre label, BME Recordings, et signe un contrat de distribution avec Southern Music Distribution. Le 15 août 2000, Lil Jon and the East Side Boyz publient leur deuxième album, We Still Crunk!! sur BME Recordings, qui atteint la 71e place des RnB Albums. Ayant entendu que Lil Jon était le « gars du moment », Bryan Leach, A&R au label TVT Records, se rend à Atlanta pour l'écouter. Conquis par l'énergie du rappeur, Leach signe Lil Jon and the East Side Boyz chez TVT en 2001, et le groupe publie dans la foulée Put Yo Hood Up le 22 mai la même année. Put Yo Hood Up comprend des morceaux déjà publiés et des inédits et  atteint la 43e place du Billboard 200. Bia' Bia' est le premier single du groupe à être diffusé à la radio nationale, en partie grâce à la participation de Ludacris et Too $hort. À partir de cet album, Lil Jon and the East Side Boyz passent de la scène underground d'Atlanta à une lancée dans le hip-hop commerciale.
Le 8 octobre 2002, le groupe publie son nouvel album, Kings of Crunk, dont le titre Get Low est considéré comme l'hymne du crunk. L'album fait notamment participer Jadakiss, Mystikal, Petey Pablo, UGK, 8Ball and MJG, Krayzie Bone, Pastor Troy et E-40, et atteint la 14e place du Billboard 200. Pour la production de Kings of Crunk, Lil Jon fait appel à Rick Taylor, anciennement Disco Rick, pionnier de la Miami bass. La chanson Get Low atteint plusieurs classements entre 2004 et 2006 ; un CD-DVD, intitulé Part II, contenant plusieurs remixes de la chanson, est publié le 25 novembre 2003 et classé 37e du Billboard 200. Le 4 novembre 2003, le groupe publie un quatrième album, intitulé Certified Crunk classé 197e du Billboard 200. En 2004, le groupe participe à l'album M.I.A.M.I. du rappeur Pitbull puis publient le titre What U Gon' Do, une chanson annonçant l'arrivée de leur nouvel album, Crunk Juice le 16 novembre,. L'album, qui fait notamment participer R. Kelly, Usher, Ice Cube, Snoop, et Rick Rubin, se classe troisième du Billboard 200. La chanson Friends and Lovers, en featuring avec Usher et Ludacris, est la mieux accueillie.

### Carrière solo
À la veille de la publication de l'album Crunk Juice, Lil Jon met sa carrière solo en suspens. En 2005, il produit de nombreux titres pour d'autres artistes, notamment Ying Yang Twins (Salt Shaker), Usher (Yeah!), Petey Pablo (Freek-a-Leek), Trick Daddy (Let's Go), Lil Scrappy, David Banner, Ciara, TLC, Brooke Valentine (Girlfight), le rappeur Pitbull (That's Nasty, Toma, Culo) , Young Buck (Shorty Wanna Ride) ex-membre du G-Unit, Too $hort (Shake That Monkey),.
En 2005, il apparaît dans le clip de Korn, Twisted Transistor, avec Xzibit, David Banner et Snoop Dogg. En 2006, il approche la scène musicale de la Baie de San Francisco par ses collaborations avec E-40. Le 4 février 2006, Lil Jon publie le single Snap Yo Fingers, en collaboration avec E-40 et Sean Paul des YoungBloodZ, issu de son album à venir, Crunk Rock,. Le clip est réalisé par Hype Williams et l'album se place en tête des classements américains. La même année, à la suite de dissensions avec Steve Gottlieb, le PDG de TVT Records, Lil Jon rompt son contrat, jurant qu'il ne travaillerait plus jamais avec lui. En 2007, il participe à The Anthem de Pitbull. En 2008, il est en featuring sur le single Krazy de son ami le rappeur Pitbull. En 2009, il publie un nouveau clip, Shots, en compagnie de LMFAO qui connait un énorme succès à New York. Il produit ensuite les clips Outta Your Mind, Give It All U Got, Hey et Matchuka.
Après avoir été longtemps retardé, son premier album solo, Crunk Rock, est publié le 8 juin 2010. Lil Jon s'intéresse également à l'electro et il commence à créer un nouveau style, mêlant electro et crunk, dont les premiers titres sont Turbulence avec Steve Aoki et Laidback Luke et Drink avec le groupe américain LMFAO. En 2014, il est sur Turn Down for What du français DJ Snake qui rencontrera un fort succès à travers le monde.

## Activités annexes

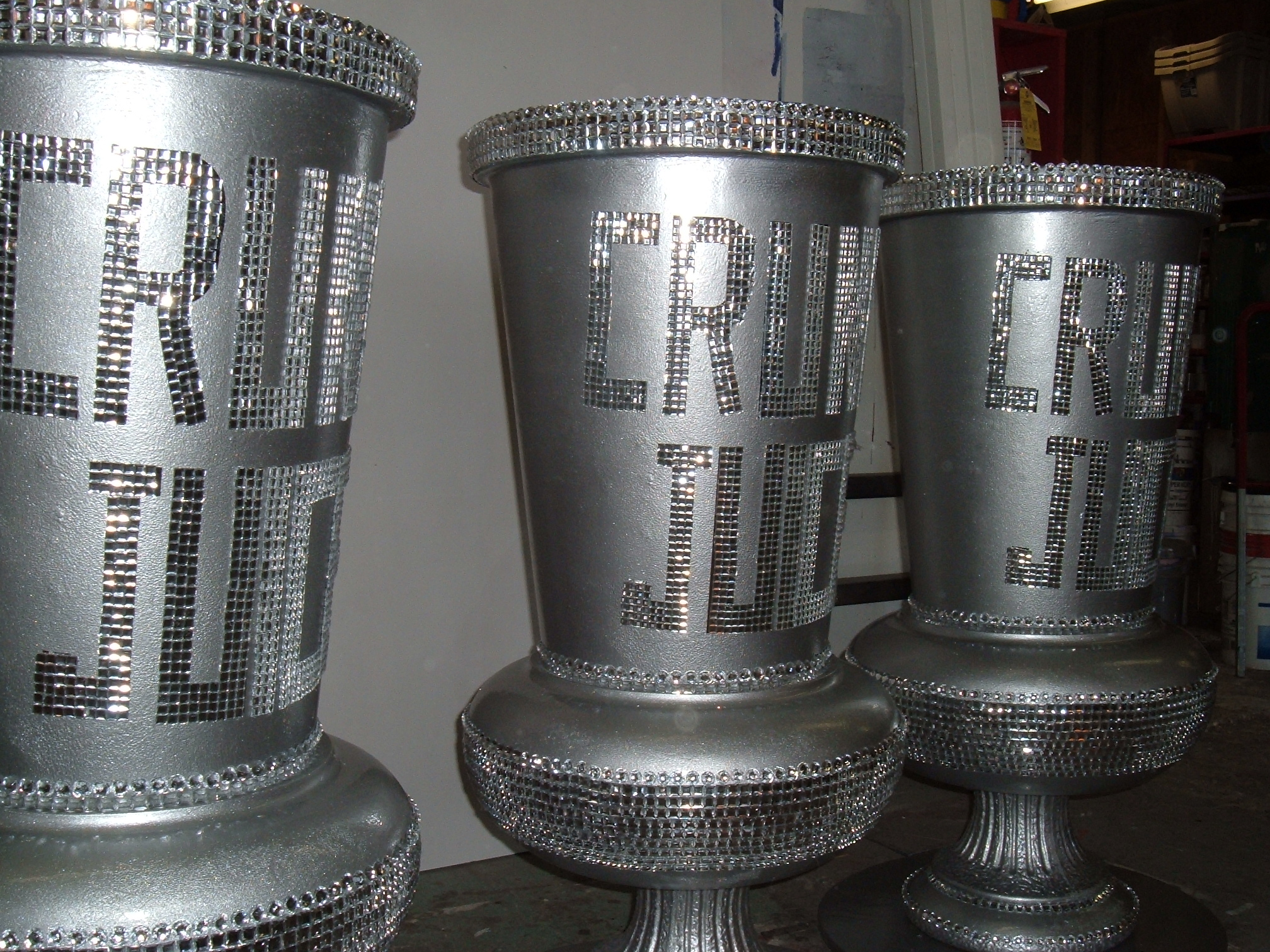
Coupes Crunk Juice.

De 2004 à 2007, Lil Jon coprésente avec Fat Joe l'émission de téléréalité Pimp My Ride sur MTV. À partir de 2011, il participe à l'émission de téléréalité The Celebrity Apprentice sur NBC.
En 2006, il participe au tournage du film Scary Movie 4. En 2007, il est un des personnages du jeu vidéo Def Jam: Icon. En 2008, dans l'attente de son nouvel album sans cesse repoussé, il crée sa propre marque de vin se composant de grands crus du type merlot, cabernet, sauvignon et chardonnay. Il est également le principal représentant de sa boisson énergisante, le Crunk Energy Drink qui est aussi le titre de l'un de ses albums. La même année, il entre dans le Livre Guinness des records en tant que détenteur du plus gros pendentif en diamant non-religieux, le Crunk Ain't Dead, serti de 3576 diamants et pesant 977,6 g sans la chaîne en or, 2,3 kg si on l'inclut.
Il a failli avoir comme protégée Lee Min Young, plus connue sous son nom de scène Min. Elle est aujourd'hui connue dans une bonne partie de l'Asie car elle est devenue chanteuse de K-pop dans un girl group coréen appelé les miss A.

## Discographie

### Album studio
- 2010 : Crunk Rock

### Albums collaboratifs
- 1997 : Get Crunk, Who U Wit: Da Album (Lil Jon and the East Side Boyz)
- 2000 : We Still Crunk!! (Lil Jon and the East Side Boyz)
- 2001 : Put Yo Hood Up (Lil Jon and the East Side Boyz)
- 2002 : Kings of Crunk (Lil Jon and the East Side Boyz)
- 2003 : Part II (CD and DVD) (Lil Jon and the East Side Boyz)
- 2004 : Crunk Juice (Lil Jon and the East Side Boyz)
- 2005 : Crunk Juice Chopped and Screwed (Lil Jon and the East Side Boyz)

## Filmographie

### Comme acteur
- 2004 :  Soul Plane de Jessy Terrero
- 2005:  Boss'n Up de Dylan C. Brown : Shérif Sundy (avec Snoop Dogg)
- 2005 : Hip-Hop Honeys: Las Vegas (featuring Redman, DJ Premier, Lloyd Banks, Floyd Mayweather, Aaron Hall, 50 Cent, Obie Trice...)[26]
- 2006 : Sexy Movie d'Aaron Seltzer
- 2006 : Scary Movie 4 de David Zucker : Gloating Driver

### Comme producteur
- 2003 : Lil Jon American Sex Series (Afro-Centric)
- 2004 : Lil Jon And The Eastside Boyz American Sex Series (Afro-Centric)
- 2005 : Lil Jon Vivid Vegas Party (Vivid)

## Jeux vidéo
- Tony Hawk's American Wasteland
- 25 to Life
- Def Jam: Icon
- Need for Speed : Underground : Get Low
- Midnight Club 3: Dub Edition Remix